# Wide Awake & Dreaming
«Во сне и наяву» (англ. Wide Awake & Dreaming) — пятая серия первого сезона американского телесериала «90210: Новое поколение», премьера которого состоялась 23 сентября 2008 года (вторник). Режиссёр — Пол Лазарус по сценарию Шона Рэйкрафта, на основе персонажей, созданных Дарреном Старом. Автор идеи — Роб Томас, создатель успешного сериала «Вероника Марс».
Премьера эпизода в России состоялась 8 февраля 2010 года на канале Муз-ТВ.

## Сюжет
Бренда назначает Сильвер помощницей во время работы по подготовке к «Весеннему пробуждению». Адрианна не появляется на репетициях, и Энни заменяет её. Джаред, отвечающий за освещение, уходит из спектакля, и Диксон предлагает Сильвер свою помощь. Трейси впадает в депрессию, и Наоми пытается помочь матери. Гарри застаёт Энни и Тая за страстным поцелуем — мужчина начинает переживать из-за этого, и Дэбби решает поговорить с дочерью. Позвав отца на помощь, Наоми неожиданно понимает, что былая страсть между её родителями ещё не угасла до конца. Дэбби говорит Энни о том, что последствия первого секса могут быть и тяжёлыми в эмоциональном плане.
Бренда даёт шанс Адрианне и готовит девушку к выступлению. Наоми говорит Энни о своём первом сексуальном опыте с Итаном, и считает, что Энни должна решиться на секс с Таем. Бренда и Келли разговаривают с Райаном об Адрианне. Тай говорит Энни, что зарезервировал номер в отеле «Рузвельт», где будет происходить вечеринка, в ночь премьеры мюзикла. Гарри переживает из-за этой вечеринки. Мать Адрианны, Констанс, появляется на репетиции дочери и говорит, что на спектакле будут продюсеры, которые могут дать её шанс пробиться в шоу-бизнесе. Бренда и Сильвер не могут найти Адрианну, которая приняла наркотики и не может выступать на сцене. Бренда заменяет её на Энни. Констанс устраивает ссору с Келли — женщина отказывается верить в то, что её дочь принимает наркотики. Между тем, Энни блистает на сцене.
Трейси говорит Наоми, что они с её отцом разводятся. Ребята отправляются праздновать триумф постановки, а Энни просит у Диксона презерватив, который он хранил несколько лет в своём бумажнике. Итан узнаёт о намерениях Энни и предупреждает её о том, что Тай — ловелас. Адрианна приходит в номер Тая и говорит ему, что Энни уехала с Итаном. Когда же Энни подъезжает в отель, она застаёт Адрианну в пустом номере Тая — девушка говорит Энни, что они с Таем переспали. Диксон и Сильвер отлично проводят время — юноша уверен, что у них скоро случится секс, но Сильвер говорит ему, что всему своё время. Энни вся в слезах приезжает домой.

## В ролях
| Основной состав: - Шеней Граймс — Энни Уилсон - Тристан Уайлдз — Диксон Уилсон - Анна-Линн Маккорд — Наоми Кларк - Дастин Миллиган — Итан Уорд - Майкл Стэгер — Навид Ширази - Джессика Строуп — Эйрин Сильвер - Райан Эгголд — Райан Меттьюз - Роб Эстес — Гарри Уилсон - Лори Локлин — Дебби Уилсон - Джессика Уолтер — Табита Уилсон | Приглашённые звёзды: - Шеннен Доэрти — Бренда Уолш - Дженни Гарт — Келли Тейлор - Джессика Лаундс — Адрианна Тэйт-Дункан - Адам Грегори — Тай Коллинз - Мэйв Квинлен — Констанс Тэйт-Дункан - Кристина Мур — Трейси Кларк - Джеймс Патрик Стюарт — Чарльз Кларк - Патрик Сибес — Джаред - Скоти Коллинз — Агент по поиску талантов |

## Факты
- Майкл Стэгер в роли Навида Ширази не появляется в этом эпизоде[1].
- Келли говорит: «В жизни не всегда всё так, как в „Классном мюзикле“…»[2]. «Классный мюзикл» — музыкальный фильм 2006 года от студии «Disney Channel», рассказывающий о группе школьников, ставящих мюзикл и сопровождающих это событие закулисных интригах.
- Гарри говорит: «Умоляю, скажите, что ваша постановка не будет похожей на «Mamma Mia!»[1]. «Mamma Mia!» — мюзикл, написанный британским драматургом Кэтрин Джонсон по мотивам песен известной шведской поп-группы 1970-х годов ABBA. Летом 2008 года состоялась премьера одноименного фильма с Амандой Сейфрид и Мерил Стрип в главных ролях. Кроме них и Пирса Броснана в фильме снялось много знаменитостей.
- Энни упоминает «After School Special» — американскую вещательную компанию, транслирующую серию фильмов для детей и подростков в дневное время[1].
- Последнее появление в сериале Шеннен Доэрти по первоначальному контракту.
- Актёр Кайл Рябко играл одну из главных ролей в постановке мюзикла — позже он снялся в 3 сезоне шоу в роли подростка-гея Йена[3].

## Музыка эпизода
Список композиций, звучавших в эпизоде, опубликован на официальном сайте сериала:
- «Shaltered» в исполнении O.A.R. (сцена: начало эпизода, генеральная репетиция).
- «Mama Who Bore Me» в исполнении Джессики Лаундс (из мюзикла «Весеннее пробуждение») (сцена: Адрианна поёт для Бренды).
- «Little Bit» в исполнении Lykke Li (сцена: разговор Энни, Наоми и Сильвер).
- «Mama Who Bore Me» в исполнении Шеней Граймс (из мюзикла «Весеннее пробуждение») (сцена: Энни поёт в начале мюзикла).
- «The Bitch Of Living» в исполнении Адама Грегори и 90210 Cast (из мюзикла «Весеннее пробуждение») (сцена: сцена из мюзикла — поют Тай и ребята).
- «How The Day Sounds» в исполнении Greg Laswell (сцена: разговор Энни и Итана; Келли и Бренда говорят о своих студентах).
- «I’m Not Gonna Teach Your Boyfriend How To Dance With You» в исполнении the Black Kids (сцена: Адрианна появляется в комнате Тая).
- «The One» в исполнении Annalee Fery и Melissa Ritter (сцена: Диксон и Сильвер после спектакля).
- «L.E.S. Artistes» в исполнении Santogold (сцена: Энни застаёт Адрианну в комнате Тая).
- «Hollywood» в исполнении Collective Soul (сцена: разговор Энни с Итаном и Наоми; разговор Диксона и Сильвер).
- «Birds» в исполнении Emiliana Torrini (сцена: конец эпизода, Энни в слезах приходит домой).

## Критика
В целом, эпизод получил смешанные отзывы.
Сюжет, в котором персонажи сериала «90210: Новое поколение» ставят свою версию мюзикла вызвал достаточно ироничную реакцию в среде знатоков и критиков, так как едва ли столь консервативные школы, как в Беверли-Хиллз, позволили бы ставить провокационный мюзикл на своей сцене. Кроме того, критик из «Entertainment Weekly» отметил, что в данный момент постановка мюзикла не разрешена на школьных сценах по лицензии.
Критик с сайта «Buzz Sugar» отметил, что отношения Энни и Тая выглядят неправдоподобными после предыдущего эпизода — неожиданно девушка решается на близость с ним, хотя ранее они расстались. Кроме того, автору показалось слишком странным сцена, в которой Диксон отдаёт своей сестре презерватив. Это слишком даже для самых близких отношений в семье. Кроме того, особо были отмечены игра Джессики Лаундс и её вокальные данные, а также Лори Локлин и Шеннен Доэрти, которые «впервые за долгое время на телевидении показали, каким должен быть родитель-наставник». Без внимания не остался новый музыкальный номер «The Bitch Of The Living» в исполнении мужского состава — «номер выглядел ярко и заводно».
Обозреватель с сайта «BuddyTv» назвал этот эпизод «секс-серией», отметив, что сюжет мюзикла «Весеннее пробуждение» перекликается с событиями самого сериала, где «персонажи стоят на пороге перемен, связанных с началом сексуальной жизни». Однако в целом эпизод оставил негативные впечатления: «сериал продолжает быть нереалистичным, и надеюсь, мы больше не услышим, как актёры поют».
Сайт «Cinema Blend» назвал этот эпизод лучшим из 5-ти вышедших на тот момент в эфир. Сайт «IGN» присвоил эпизоду 6,8 баллов из 10, отметив, что сериал становится лучше, но «если честно, нам всё ещё нет особого дела до главных персонажей». Как отметили многие критики, единственное, что «завоевало наши сердца с первого эпизода — это бабуля Уилсон! Ей нужно больше экранного времени!». Кроме того, пару Сильвер-Диксон назвали «достаточной необычной для «мыльных опер», но безусловно между ними чувствуется «химия»!
Между тем, один из членов бродвейской труппы мюзикла «Весеннее пробуждение» записал видео, на котором вся труппа собралась на квартире своей подруги и смотрит этот эпизод. Ребята проявили большой интерес к возвращению Дженни Гарт и Шеннен Доэрти в сериал, а также похвалили работу непрофессиональных певцов — актёров шоу — над постановкой номеров для сериала.